# Nagia ecclesiastica
Nagia ecclesiastica är en fjärilsart som beskrevs av Butler 1874. Nagia ecclesiastica ingår i släktet Nagia och familjen nattflyn. Inga underarter finns listade i Catalogue of Life.